# علي أباد غونة
علي أباد غونة هي قرية في مقاطعة كرج، إيران. عدد سكان هذه القرية هو 3,803 في سنة 2006.